# Mallampati-Klassifikation

Mallampati-Klassifikation

Die Mallampati-Klassifikation oder der Mallampati-Test (1985 von Seshagir Mallampati eingeführt) dient der Abschätzung des Schwierigkeitsgrades einer endotrachealen Intubation vor einer Narkose. Zur Untersuchung sitzt oder steht der wache Patient und streckt die Zunge bei neutraler Kopfhaltung maximal aus dem Mund, ohne Phonation und ohne den Kopf zu bewegen.
Ursprünglich in drei Schwierigkeitsgrade unterteilt, ist heute oft die Modifikation von Samsoon und Young in Gebrauch, die vier Grade kennt:
- I: volle Sichtbarkeit des weichen Gaumens, der Uvula und der seitlichen Gaumenbögen
- II: seitliche Gaumenbögen und Spitze der Uvula nicht mehr sichtbar
- III: weicher und harter Gaumen sichtbar
- IV: nur harter Gaumen sichtbar

Durch die Beurteilung der Sichtbarkeit von verschiedenen Strukturen des Rachens bei geöffnetem Mund soll eine schwierige Intubation im Voraus erkannt werden. Allerdings ist die Korrelation mit dem Schwierigkeitsgrad der Intubation und der direkten Sicht auf die Stimmritze während der Intubation (Klassifikation nach Cormack und Lehane) nicht besonders hoch. Auch in Kombination mit anderen Hinweisen (kurzer, dicker Hals des Patienten, fliehendes Kinn, geringe Kopf- und Halsbeweglichkeit, kleine Mundöffnung) können nur etwa die Hälfte der Patienten identifiziert werden, bei denen die Intubation erschwert ist.